# Трубецький Юрій Петрович
Юрій Петрович Трубєцький (*Jerzy Trubecki, Юрий Петрович Трубецкой, бл. 1643  —12 липня 1679) — спочатку польський, потім московський князь, боярин, державний та військовий діяч Московського царства.

## Життєпис
Походив з аристократичного роду Трубецьких. Син Петра Трубецького, камергера королівського двору, маршалка Стародуба, й Ельжбети Друцької-Соколинської. Народився близько 1643 року в Стародубі. Хрещений у католицькій вірі.
У 1644 році помирає його батько. Юрій опиняється під опікою матері. Того ж року після уточнення кордонів між Річчю Посполитою та Московською державою малолітній Юрій з матір'ю втратив родинне Трубчевське князівство, що відійшло до Москви.
1649 року після початку повстання під проводом Богдана Хмельницького було зайнято Стародубщину, що увійшла до складу Ніжинського полку. Проте молодий Трубецький залишився в місті. У 1654 році з втручання Московського царства на боці Козацької держави починається її війна з Річчю Посполитою. Тоді ж його родич Олексій Трубєцкой, з московської гілки, увозить Юрія до Москви. Тут той переходить у православ'я.
1660 році призначається стольником. 1666 році оженився на доньці князя Василя Андрійовича Голіцина, отримавши у посаг село Богородське-Красково в Московському повіті. Брав участь у війні проти Речі Посполитої.
У 1673 році отримує від царя Олексія I чин боярина. Того ж року призначається Київським воєводою. Втім, керував переважно областю навколо Києва та лівобережною частиною колишнього польського воєводства.
У 1676 році брав участь у коронації царя Феодора III. Під час церемонії тримав царський скіпетр. З 1678 року керував Київським воєводством з Москви. Зумів придбати численні маєтності (за гроші та в подарунок від царя). Помер у 1679 році. Поховано в Троїцько-Сергієвій лаврі.

## Родина
Дружина — Ірина Голіцина, донька князя Василя Андрійовича Голіцина.
- Іван (1667—1750), боярин, генерал-фельдмаршал Російської імперії
- Юрій (1668—1739), дійсний таємний радник, сенатор